# Soualem Trifiya
Soualem Trifiya (àrab السوالم الطريفية) és una comuna rural de la província de Berrechid de la regió de Casablanca-Settat. Segons el cens de 2014 tenia una població total de 33.079 persones.